# Antoine Charles André René de Puisaye
Pour les articles homonymes, voir Puisaye.
Antoine Charles André René de Puisaye, frère de Joseph de Puisaye, né à Mortagne-au-Perche le 24 décembre 1751 et décédé à La Mesnière (Orne) le 3 mai 1849, est un militaire et homme politique français.

## Biographie
Il est le fils aîné d'André Louis Charles de la Coudrelle (+ 1783), premier marquis de Puisaye, chevalier de Saint-Louis, gouverneur de la ville de Mortagne au Perche, et de Marthe Françoise Biberon de Cormery.  
Il entre comme officier dans le régiment d'Angoulême, est nommé capitaine de dragons en 1779 et décoré de la croix de Saint-Louis.  
En 1789, il préside les trois ordres de la province du Perche en qualité de grand bailli. Dévoué au parti du roi, il est désigné en 1795 pour commander sa province et pays adjacents ; mais, forcé par le débarquement de Quiberon (23 juin 1795, repoussé le 21 juillet 1795) à ne plus travailler qu'en secret à l'organisation royaliste, il est arrêté sous le gouvernement impérial comme agent des Bourbons. 
Rendu à la liberté, il ne reparaît qu'en 1815, et il essaie encore d'organiser son parti en Normandie. Nommé à cette époque membre de la chambre introuvable, il y siège avec la majorité royaliste et est nommé grand prévôt de la cour prévôtale de la Haute-Vienne. 
Après la suppression des cours prévôtales en 1818, il se retire sur ses terres percheronnes, et c'est dans son château des Joncherets qu'il meurt presque centenaire en 1849.